# HSB Televisión
HSB Televisión (acrónimo de Hernando Suárez Burgos) era un canal de televisión por cable de origen colombiano, que tenía su sede en Bogotá. Emitió en el canal 55 UHF en la capital, mientras que en el resto del país a través de varias pequeñas empresas de televisión por cable.
Comenzó a emitir en 2004 con autorización previa de la extinta Comisión Nacional de Televisión (hoy Comisión Reguladora de Telecomunicaciones, que comenzó a emitir el 23 de abril del mismo año. Era propiedad del excongresista por Nariño, Hernando Suárez Burgos, y tenía su sede en el Politécnico de Santafé de la capital.
Tenía una programación variada, que incluía servicios de información, producciones de los antiguos programadoras de televisión y producción internacional.
Sin embargo, en los últimos años, y debido a problemas económicos, a raíz de las denuncias formuladas contra Hernando Suárez Burgos por maltrato laboral, discriminación, racismo y por su presunta vinculación con un narcotraficante, se decidió deshacerse de algunas de sus divisiones, incluyendo a HSB Televisión. En 2013, la ANTV ordenó la suspensión de la señal de HSB Televisión en varios sistemas de televisión por cable, quedando únicamente en su señal abierta en el Canal 55 UHF de la capital, situación que operó hasta 2016, cuando se traspasó la concesión a Max Media SAS, consorcio, que se ocupa actualmente por la frecuencia de Trendy Channel.
Actualmente operan como un sitio de noticias llamado HSB Noticias, y no hay planes para su posible relanzamiento a la televisión por cable. En el 2019, trasladó sus operaciones a la ciudad de Pasto (Nariño) con la finalidad de reorganizar en una nueva empresa Grupo Editorial El Periódico, dueños de las marcas Extra, Diario del Sur, Deportivo, Pacifico, y además de la emisora HSB Radio en Pasto y Bogotá. 